# Le Fils prodigue (film, 1955)
Pour les articles homonymes, voir Le Fils prodigue.
Pour plus de détails, voir Fiche technique et Distribution.
Le Fils prodigue (The Prodigal) est un film américain réalisé par Richard Thorpe, sorti en 1955.

## Synopsis
En 70 av. J.-C., le juif Micah rencontre la prêtresse d'Astarté, Samarra. Il s'en éprend et quitte sa famille pour la vie de débauche de Damas. Micah se soumet à tous les caprices de la prêtresse ce qui lui vaut d’être réduit en esclavage par Nahreeb, le grand prêtre de Baal. Samarra lui demande alors d'abjurer publiquement sa foi. Il refuse et s'enfuit. Il participe à une révolte au cours de laquelle Nahreeb sera pendu par le peuple et Samarra périra dans un brasier destiné aux sacrifices humains. Micah rentre dans son village où le père de Micah saura pardonner.

## Fiche technique
- Titre original : The Prodigal
- Titre français : Le Fils prodigue
- Réalisation : Richard Thorpe
- Scénario : Maurice Zimm, d'après la parabole du Fils prodigue (Évangile selon Luc)
- Adaptation : Joseph Breen et Samuel James Larsen
- Direction artistique : Cedric Gibbons et Randall Duell
- Décors : Henry Grace et Edwin B. Willis
- Costumes : Herschel McCoy
- Photographie : Joseph Ruttenberg
- Effets spéciaux : A. Arnold Gillespie et Warren Newcombe
- Son : Wesley C. Miller
- Montage : Harold F. Kress
- Musique : Bronislau Kaper
- Chorégraphe : Alex Romero
- Production : Charles Schnee
- Société de production : Metro-Goldwyn-Mayer
- Société de distribution : Loew's Inc.
- Pays de production :  États-Unis
- Langue originale : anglais
- Format : Couleur (Eastmancolor) — 35 mm — 2,55:1 (CinemaScope) — Son Stéréo 4 pistes (Western Electric Sound System)
- Genre : Film historique
- Durée : 112 minutes
- Date de sortie : 
  - États-Unis : 6 mai 1955
  - France : 28 décembre 1955

## Distribution
- Lana Turner (VF : Jacqueline Porel) : Samarra
- Edmund Purdom (VF : André Falcon) : Micah
- Louis Calhern (VF : Louis Arbessier) : Nahreeb
- Audrey Dalton (VF : Michèle André): Ruth
- James Mitchell : Asham
- Neville Brand (VF : André Valmy) : Rhakim
- Walter Hampden (VF : Fernand Fabre) : Eli
- Taina Elg (VF : Joëlle Janin) : Elissa
- Francis L. Sullivan  (VF : Emile Duard) : Bosra
- Joseph Wiseman (VF : Paul-Émile Deiber) : Carmish
- John Dehner (VF : René Arrieu) : Jaram
- Sandy Descher  (VF :  Marie-Claude Marty ) : Yasmin
- Cecil Kellaway (VF : Richard Francoeur) : le Gouverneur
- Philip Tonge : le barbier-chirurgien
- David Leonard : L'aveugle
- Henry Daniell (VF : Gabriel Cattand) : Ramadi
- Paul Cavanagh (VF : Serge Nadaud) : Tobiah, père de Ruth
- Dorothy Adams : L'épouse du charpentier
- Dayton Lummis : Caleb
- Tracey Roberts : Tahra
- Zarma Lewis : Uba
- Jay Novello : un marchand
- Peter De Bear : le fils du charpentier
- Phyllis Graffeo : Miriam
- Patricia Iannone : Deborah
- Eugene Mazzola : David
- George Sawaya : Kavak
- Richard Devon : Risafe
- Ann Cameron : Lahla
- Gloria Dea : Faradine
- John Rosser : Lirhan
- Charles Wagenheim : Zubeir
- Narrateur (VF) : René Arrieu

## Autour du film
- Dans l'intérêt de la diplomatie américaine, toute référence péjorative à Damas fut supprimée des copies du film envoyées en Syrie[1].